# 20 Days in Mariupol
20 Days in Mariupol (in ucraino 20 днів у Маріуполі?, 20 dniv u Mariupoli) è un film documentario del 2023 diretto da Mstyslav Černov.

## Trama
Il documentario è stato girato da una squadra di giornalisti ucraini dell'Associated Press, gli unici reporter internazionali rimasti nella città di Mariupol' assediata durante la guerra in Ucraina. I giornalisti raccontano la vita di guerra sulla base dei filmati e dei notiziari in possesso del regista Mstyslav Černov.

## Accoglienza
Ai giornalisti Mstyslav Černov, Evgeniy Maloletka, Vasilisa Stepanenko e Lori Hinnan è stato assegnato nel 2023 il Premio Pulitzer per il miglior giornalismo di pubblico servizio.
Il documentario ha ricevuto il plauso della critica internazionale. Jason Farago del New York Times lo ha definito "essenziale, un documentario veramente importante e inflessibile".

## Riconoscimenti
- 2024 - Premio Oscar
  - Miglior documentario
- 2024 - Premi BAFTA
  - Miglior documentario
  - Candidatura Miglior film in lingua straniera
- 2024 - Satellite Awards
  - Candidatura Miglior documentario
- 2023 - National Board of Review ai migliori cinque documentari
- 2023 - Gotham Independent Film Awards
  - Candidatura Miglior documentario
- 2023 - Chicago Film Critics Association Awards
  - Candidatura Miglior film documentario
- 2023 - Dallas-Fort Worth Film Critics Association Awards
  - Candidatura Miglior documentario